# Грифон (сын Карла Мартелла)
Грифон (лат. Grifo; около 725 — 753) — сын франкского майордома Карла Мартелла от наложницы (по другим данным, второй жены) Свангильды.
После смерти отца Грифон, которого его единокровные братья Пипин Короткий и Карломан считали незаконнорождённым, претендовал на свою долю во власти. Вскоре он был заточён братьями в монастыре после того, как они обманом завлекли его на встречу. В 747 году Грифон бежал из монастыря в Баварию к герцогу Одилону, который оказал ему всяческую помощь. После смерти Одилона в 748 году Грифон сам объявил себя герцогом Баварии.
Пипин Короткий, тогда уже ставший, после удаления в монастырь также и Карломана, единовластным майордомом Франкского королевства, вторгся в Баварию, разбил войска Грифона и посадил на баварский престол малолетнего сына Одилона, Тассилона III. Грифон не сложил оружия, вновь бежал и продолжал действия против Пипина Короткого (с 751 года — короля франков) с новой армией, пока не был убит в 753 году в бою при Сен-Жан-де-Морьене.